# Laghestel di Pine'
Laghestel di Pine' este o arie protejată (arie specială de conservare — SAC, sit de importanță comunitară — SCI) din Italia întinsă pe o suprafață de 91 ha, integral pe uscat.

## Localizare
Centrul sitului Laghestel di Pine' este situat la coordonatele 46°06′57″N 11°13′35″E / 46.115833°N 11.226389°E.

## Înființare
Situl Laghestel di Pine' a fost declarat sit de importanță comunitară în iunie 1995 pentru a proteja 19 specii de animale. Situl a fost protejat și ca arie specială de conservare în martie 2014.

## Biodiversitate
Situată în ecoregiunea alpină, aria protejată conține 7 habitate naturale: Mlaștini turboase de tranziție și turbării mișcătoare, Fânețe de joasă altitudine (Alopecurus pratensis, Sanguisorba officinalis), Liziere de ierburi înalte hidrofile de câmpie și de nivel montan până la alpin, Păduri aluvionare cu Alnus glutinosa și Fraxinus excelsior (Alno-Padion, Alnion incanae, Salicion albae), Lacuri și iazuri distrofice naturale, Pajiști cu Molinia pe soluri calcaroase, turboase sau argilos-nămoloase (Molinion caeruleae), Păduri acidofile de Picea de la nivel montan la nivel alpin (Vaccinio-Piceetea).
La baza desemnării sitului se află mai multe specii protejate:
- păsări (17): uliu păsărar (Accipiter nisus), lăcar-de-mlaștină (Acrocephalus palustris), lăcar-de-lac (Acrocephalus scirpaceus), rață mare (Anas platyrhynchos), fâsă de pădure (Anthus trivialis), stârc cenușiu (Ardea cinerea), cocoșul de mesteacăn (Bonasa bonasia), ciocănitoare neagră (Dryocopus martius), lișiță (Fulica atra), găinușă de baltă (Gallinula chloropus), sfrâncioc roșiatic (Lanius collurio), gaia neagră (Milvus migrans), grangur (Oriolus oriolus), viespar (Pernis apivorus), ciocănitoarea verde (Picus viridis), cristei de baltă (Rallus aquaticus), huhurez mic (Strix aluco)
- amfibieni (1): izvoraș-cu-burta-galbenă (Bombina variegata)
- nevertebrate (1): Austropotamobius pallipes

Pe lângă speciile protejate, pe teritoriul sitului au mai fost identificate 27 de specii de plante, 6 specii de amfibieni, 3 specii de mamifere, 2 specii de pești, 5 specii de reptile.